# سیارک ۱۸۹۴۴
سیارک ۱۸۹۴۴ (به انگلیسی: 18944 Sawilliams، نامگذاری:2000QG61) هجده هزار و نهصد و چهل و چهارمین سیارک کشف شده‌است که در ۲۸ اوت ۲۰۰۰ کشف شد.
قدر مطلق سیارک برابر ۱۷.۰ است.